# ¡A volar joven!
¡A volar joven! és una pel·lícula de comèdia mexicana de 1947 dirigida per Miguel M. Delgado i protagonitzada per Cantinflas, Julio Villarreal, Miroslava i Ángel Garasa. Fou produïda per Posa Films i distribuïda internacionalment per Warner Bros. Està doblada al català.

## Argument
Cantinflas (Cantinflas) és un jove peó d'una gran hisenda que s'allista a la Força Aèria Mexicana. Un dia és donat una llicència de 24 hores per a visitar als seus amics de la hisenda, però ell només anava amb l'esperança de veure a la seva xicota Margarita (Carolina Barret), una bella jove que, sense que Cantinflas ho sàpiga, porta tornats bojos i enamorats a diversos homes de la Força Aèria i companys de Cantinflas.
Margarita li esmenta a Cantinflas que la filla del patró de la hisenda, la nena María (Miroslava), es trobava malament de salut i portava dies d'estant en llit. No obstant això, el doctor, en revisar-la, no troba cap problema de salut. El doctor parla amb la María i dedueix que el seu malestar és un altre: María és lletja, per la qual cosa sofreix el rebuig dels homes i es troba en una gran depressió. El doctor confia això amb els pares de María, i decideixen que l'única solució és que la María aconsegueixi marit. Als pares se'ls ocorre la idea d'unir a la seva filla amb Cantinflas: La mare li diu a María que Cantinflas estava enamorat d'ella però que és molt covarda per a dir-li, mentre el pare s'encarrega de parlar amb Cantinflas i gairebé obligant-lo li dona la seva filla en matrimoni i els casarà en 15 dies.
Cantinflas, encara enamorat de Margarita, torna a la base de la Força Aèria ideant un pla per a no casar-se. Un company li diu que si desobeeix al comandant l'empresonaran i així no assistirà a les seves noces. Sense tenir una altra opció, causa un sense fi de problemes perquè l'empresonin i no assisteixi a les noces, però tot resulten sense èxit; per contra, li donen 15 dies de llicència per a casar-se i tenir la seva lluna de mel. Les noces es realitza i Cantinflas acaba casat amb María, i Margarita acaba decebuda de Cantinflas.
A l'altre dia de les noces arriba un soldat amb una carta per a Cantinflas, on el general ordena que torni en aquest moment a la caserna per a realitzar el seu primer vol aeri. En una confusió, un altre alumne (Ángel Garasa) que també anava a prendre el seu primer vol confon a Cantinflas pensant que és el general, i Cantinflas també confon al soldat nou pensant que és el general i els dos es pugen a l'avió; ja en el vol s'adonen que cap és l'instructor i que no saben com aterrar. Per por de l'aterratge i que els manin a afusellar per enlairar un avió sense instructor, decideixen romandre en l'aire el més que puguin, així duren més de 60 hores en vol, trencant un rècord.
Al final són ovacionats per tots els reporters i el general, són perdonats pels seus actes i Cantinflas torna amb la seva esposa, de la qual comença a enamorar-se.

## Repartiment
- Cantinflas com Cantinflas.
- Ángel Garasa com Repelas.
- Xinès Herrera com a Sergent.
- Andrés Soler com a Do Lupe Chávez.
- Carolina Barret com Margarita.
- Julio Vila-real com a Coronel.
- Maruja Griffel com a Donya Encarna.
- Francisco Jambrina com a Capità.
- Roberto Cañedo com a Soldat.
- Manuel Trejo Morales com a Soldat.
- Estanislao Schillinsky com a Oficial.
- Miroslava com María Chávez.
- Ramiro Gamboa com a Reporter radiofònic.
- Armant Arriola com a Soldat (no acreditat).
- Joaquín Cordero com Soldat missatger (no acreditat).
- Pedro Elviro com a Periodista (no acreditat).
- Edmundo Espino com a Redactor de periòdic (no acreditat).
- Rafael Icardo com a Jutge del registre civil (no acreditat).
- Chel López com a Oficial (no acreditat).
- Manuel Noriega com a Doctor (no acreditat).